# Dust Bowl
Dust Bowl (tudi Dirty Thirties; slovensko Prašna skleda) je bila serija peščenih viharjev v osrednjih deželah Združenih držav Amerike, ki jih je povzročila dolgotrajna suša in neprimerni načini obdelovanja zemlje v kmetijstvu. Peščeni viharji so se začeli v 30. letih 20. stoletja ter si sledili vse do leta 1941. Zaradi pomanjkanja nekoč velikih čred bizonov, ki so gnojile tla, ter posledičnih poraslosti s travo, ki s svojimi koreninami ugodno vpliva na strukturnost tal, so ti odnesli več milijonov hektarov vrhnjih plasti zemeljskega površja. Ekološka katastrofa je povzročila emigracijo več deset tisoč prebivalcev iz delov zvezne države Oklahoma in okoliškega območja Velikih planjav.

## Vzroki
V zgodnjem času raziskovanja evropskih in ameriških raziskovalcev Velikih planjav (Great Plains), v katerem je prišlo do pojava Dust Bowl, je bilo razširjeno mnenje, da je to območje neprimerno za evropski stil kmetovanja. Imenovali so ga "velika ameriška puščava". Pomanjkanje površinskih voda in dreves je to regijo naredilo manj privlačno od drugih območij, kamor so prihajali pionirji in začeli s kmetovanjem.
Naselitev je spodbudil zakon, sprejet leta 1862. Ob koncu državljanske vojne leta 1865 in dokončanju prve železniške proge, ki je prečila celino leta 1869, so novi priseljenci v valovih prispeli na območje Velikih planjav. S tem se je zelo povečala količina obdelovane zemlje. Nenavadno mokro obdobje na Velikih planjavah je naseljence in zvezno vlado zapeljalo v zmotno prepričanje, da "dež sledi plugu" (priljubljen stavek med prodajalci nepremičnin) in da je podnebje v regiji za stalno spremenjeno. Čeprav je bila prvotna kmetijska panoga predvsem živinoreja, je vpliv hudih zim, ki so se začele leta 1886, kratke suše leta 1890 ter na splošno čezmerne paše, privedel do razširitve zemljišč za kmetovanje.
Valovi evropskih naseljencev so na planjave prispeli na začetku 20. stoletja. Vrnitev nenavadno mokrega vremena je navidez potrdilo mnenje, da bi to območje z obsežnim kmetijstvom podprtim s tehnološkimi izboljšavami kot so mehanizirano oranje in mehanizirana žetev lahko spremenili v velike pridelovalne površine.
Posledica ruske revolucije in 1. svetovne vojne je bilo povečanje cen kmetijskih proizvodov. To je spodbujalo kmete, da so povečevali pridelavo. V vzhodnem New Mexicu in severovzhodnem Teksasu se je površina kmetijskih zemljišč med letoma 1900 in 1920 podvojila, med letoma 1925 in 1930 pa celo potrojila.
Intenzivno kmetovanje v tem obdobju je ustvarilo razmere za obsežno erozijo v sušnih obdobjih. Spremembe namembnosti zemljišča, ki je imelo za posledico globoko oranje in druge metode za pripravo tal za kmetovanje, je praktično uničilo avtohtone trave, ki so ohranjale prst v sušnih obdobjih. Poleg tega so kmetje, ki so gojili bombaž v zimskih mesecih, ko so vetrovi na planjavah najmočnejši, polja pustili gola in zažgali strnišča zaradi zatiranja plevela. Prst zato ni imela dovolj organskih hranil in površinske vegetacije, ki bi preprečila erozijo.
Ko je huda suša planjave prizadela leta 1930, je to pomenilo povečano tveganje za erozijo. Suša je posušila vrhnjo plast prsti, in sčasoma je ta postala drobljiva in se spremenila v prah. Močni vetrovi, ki običajno nastanejo na ravnicah so tako lahko ustvarili velike nevihte prahu, ki so zaznamovali obdobje Dust Bowl.

## Geografske značilnosti
Območje Dust Bowl leži v glavnem zahodno od 100. poldnevnika na Visokih planjavah, ki so na severu valovite, na jugu, na območju Llano Estacado, pa ravne. Nadmorska višina se giblje od 760 m na vzhodu, do 1800 m ob vznožju Skalnega gorovja. Območje je polsuho; dežja pade manj kot 510 mm letno. Regija je tudi nagnjena k daljšim sušnim obdobjem, ima pa tudi nenavadno dolga mokra obdobja. V mokrih letih bogata zemlja zagotavlja bogato kmetijsko proizvodnjo, vendar pridelki v sušnih obdobjih ne uspevajo. Regija prehajajo tudi močni vetrovi.

## Suša in prašne nevihte
Nenavadno mokro obdobje, ki je spodbujalo večjo naselitev in pridelovanje v območju Great Plains, se je končalo leta 1930. To je bilo leto, v katerem se je začela huda suša, ki je povzročila uničenje pridelkov, splužena polja pa so bila izpostavljena eroziji vetra. Rodovitna tla regije Great Plains so preprosto izginila in so bila odpihnjena z močnim celinskim vetrom.
11. novembra 1933 je zelo močna prašna nevihta odstranila vrhnjo plast prsti iz izsušene Južne Dakote. 9. maja 1934 je močna, dvodnevna prašna nevihta odstranila ogromne količine plasti zemlje iz območja Great Plains.  Oblake prahu je odpihnilo vse do Chicaga , kjer se je usedlo 5.400 ton (12 milijonov funtov) prahu . Dva dni kasneje je ista nevihta dosegla mesta na vzhodu, kot so Buffalo, Boston, Cleveland, New York in Washington. Tisto zimo leta 1934-1935 je rdeč sneg padel na Novo Anglijo.
14. aprila 1935 - ta datum je znan kot "črna nedelja" - se je zgodilo 20 najhujših črnih snežnih viharjev na celotnem območju Great Plains, od Kanade na severu do Teksasa na jugu. Nevihte prahu so povzročile ogromno škodo in spremenile dan v noč. Očividci so poročali, da ponekod niso videli niti pet metrov pred seboj. Novinar Robert E. Geiger novinarske agencije Associated Press je bil tistega dne v mestu Boise City v Oklahomi. Njegovo poročilo o "črni nedelji" navaja izraz Dust Bowl, ki ga je skoval Edward Stanley, urednik agencije Associated Press v Kansas Cityju, ko je Geigerjevo poročilo urejal za objavo.

## Migracije
Ta katastrofa je samo še okrepila veliko gospodarsko krizo v regiji. Dust Bowl je bila opredeljena kot "najbolj ekstremna naravna nesreča v 350 letih". 

### ZDA
Leta 1935 je bilo mnogo družin prisiljenih zapustiti svoje kmetije zaradi suše in iskati delo v sosednjih regijah. Več kot 500.000 Američanov je ostalo brez strehe nad glavo. Več kot 350 hiš so morali porušili po eni sami nevihti. Zaradi hude suše in prašnih neviht so številni postali brezdomci, veliko jih ni več moglo plačevati kreditov. Nekateri so z občutkom, da nimajo nobene druge izbire, opustili svoje kmetije in odšli iskat delo drugam. Številni Američani so se odselili proti zahodu. Cele družine so bile prisiljene vzeti le najnujnejše stvari in s svojimi starimi avtomobili oditi s trebuhom za kruhom proti zahodu. Nekateri prebivalci regije Plains, zlasti v Kansasu, Oklahoma, so zboleli in umrli zaradi pljučnice ali podhranjenosti.
Eksodus Prašne sklede je bil največja migracija v ameriški zgodovini v kratkem časovnem obdobju. Do leta 1940 se je 2,5 milijona ljudi preselilo iz regije Plains, od tega se je 200.000 preselilo v Kalifornijo. V malo več kot enem letu se je več kot 86.000 ljudi preselilo v Kalifornijo. Ker je bila zemlja neplodna in domovi zaseženi, je bilo veliko kmečkih družin prisiljenih zapustiti domove. Migranti so zapustili kmetije v Oklahomi , Arkansasu, Missouri, Iowa, Nebraski, Kansasu, Teksasu, Koloradu in Novi Mehiki. Tem ljudem so pogosto rekli kar "Okies", "Arkies" ali "Texies". Izraz kot je "Okies" in "Arkies" je postal znan leta 1930 kot izraz za tiste, ki so izgubili vse in se najbolj borijo v času Velike gospodarske krize.
Vendar niso vsi migranti odpotovali daleč; mnogi so se selili le znotraj države, iz okrožij, ki so jih peščeni viharji močno prizadeli, v manj prizadeta okrožja. Toliko družin je zapustilo svoje kmetije in se preselilo drugam, da je v državah Velikih ravnic delež priseljenega prebivalstva že skoraj dosegel delež stalnih prebivalcev.

### Značilnosti migrantov
Ko je James N. Gregory preučil tako statistiko kot tudi druge ankete, je odkril nekaj presenetljivih podatkov. Na primer; leta 1939 je urad za agrarno ekonomiko anketiral poklice za približno 116.000 družin, ki so prispeli v Kalifornijo leta 1930. Raziskava je pokazala, da je le 43 odstotkov priseljencev počela kmečka dela preden so se preselili. Skoraj ena tretjina vseh migrantov so bili pisarniški ali strokovni delavci. Slabe gospodarske razmere niso pripeljale le kmetov kot begunce v Kalifornijo. Mnogi učitelji, odvetniki in lastniki malih podjetij so se v tem času preselili na zahod s svojimi družinami. Ko se je obdobje Velike gospodarske krize končalo, so se nekateri preselili nazaj, veliko ljudi pa je ostalo, ker so že zaživeli nova življenja. Približno osmina prebivalstva Kalifornije ima prednike, ki so bili "Okies".

## Posledice
Ameriška vlada je z različnimi zakoni in ukrepi poizkusila rešiti, kar se je rešiti dalo. Ukazala je posaditi več kot 200 milijonov dreves na območju med Kanado in Teksasom. To naj bi ohranjalo vlažnost tal in preprečilo vetrno erozijo. Hkrati so uvedli programe izobraževanja za kmete, kjer so jih učili pomena kolobarjenja oziroma menjave posevkov na svojih kmetijskih površinah.
Kljub temu se je le na okrog četrtini območij, ki jih je prizadela erozija količina prsti, vrnila v predhodno stanje. To je imelo velike posledice na prebivalstvo, ki se je iz teh območij odselilo. Pomemben razlog za selitev je bil poleg erozije tudi nezmožnost prehoda na pridelke, ki bi bili primernejši za erodirana tla.

## Nauk zgodbe
Vsak poseg v naravo mora biti dobro premišljen, ker so posledice nepremišljenih posegov v naravo, kot je razvidno iz teme "Dust Bowl", gromozanske. 

## Vpliv na umetnost
Kriza je bila dokumentirana s pomočjo fotografov, glasbenikov in avtorjev. Mnogi so se zaposlili v različnih ameriških zveznih agencijah med Veliko gospodarsko krizo. To je pomagalo uspehu mnogih umetnikov. Ena izmed njih je bila Dorothea Lange. Ujela je emblematične slike neviht in selitev družin. Upodobila je pa tudi sliko vitke ženske Florence Owens Thompson, ki drži svoje tri otroke. Ta slika je ujela grozote Prašne sklede in povzročila večje zavedanje krize v državi.
Dela neodvisnih umetnikov, kot so romani ameriškega pisatelja Johna Steinbecka z romanom Ljudje in miši (1937) in Sadovi jeze (1939), ter pevec ljudske glasbe Woody Guthrie, so bili pod vplivom Velike gospodarske krize in Prašne sklede.
Migranti so vzeli s seboj svojo glasbo. Oklahomski migranti so bili potomci podeželskih Južnjakov in so preselili country glasbo v Kalifornijo. Danes "Bakersfield Sound" opisuje mešanico, ki se je razvila, ko so migranti prinesli country glasbo v mesto. Njihova glasba se je razširila na plesne dvorane na jug Los Angelesa.